# Herba de Sant Benet
L'herba de Sant Benet, herba botera, meligó montès, flor de Sant Benet (Geum urbanum L.), és una planta herbàcia de la família de les rosàcies. El terme Geum deriva del grec geno, que significa "que té una agradable olor" i es refereix a l'olor de l'arrel d'aquesta planta, semblant al clavell o clau d'espècia. El nom cariofil·lada (que significa arrel de clau), té el mateix significat. El nom específic urbanum, fa referència a l'hàbitat de la planta, normalment de zones ruderals.
És present a la major part d'Europa, excepte als extrems nord i sud del continent. També es pot trobar a l'Orient Mitjà. Respecte a Catalunya, té una distribució generalitzada, tret de la part més Occidental de Catalunya on el territori és sicòric. Al País Valencià es localitzen al territori catalaníndic sud i serrànic.

## Morfologia

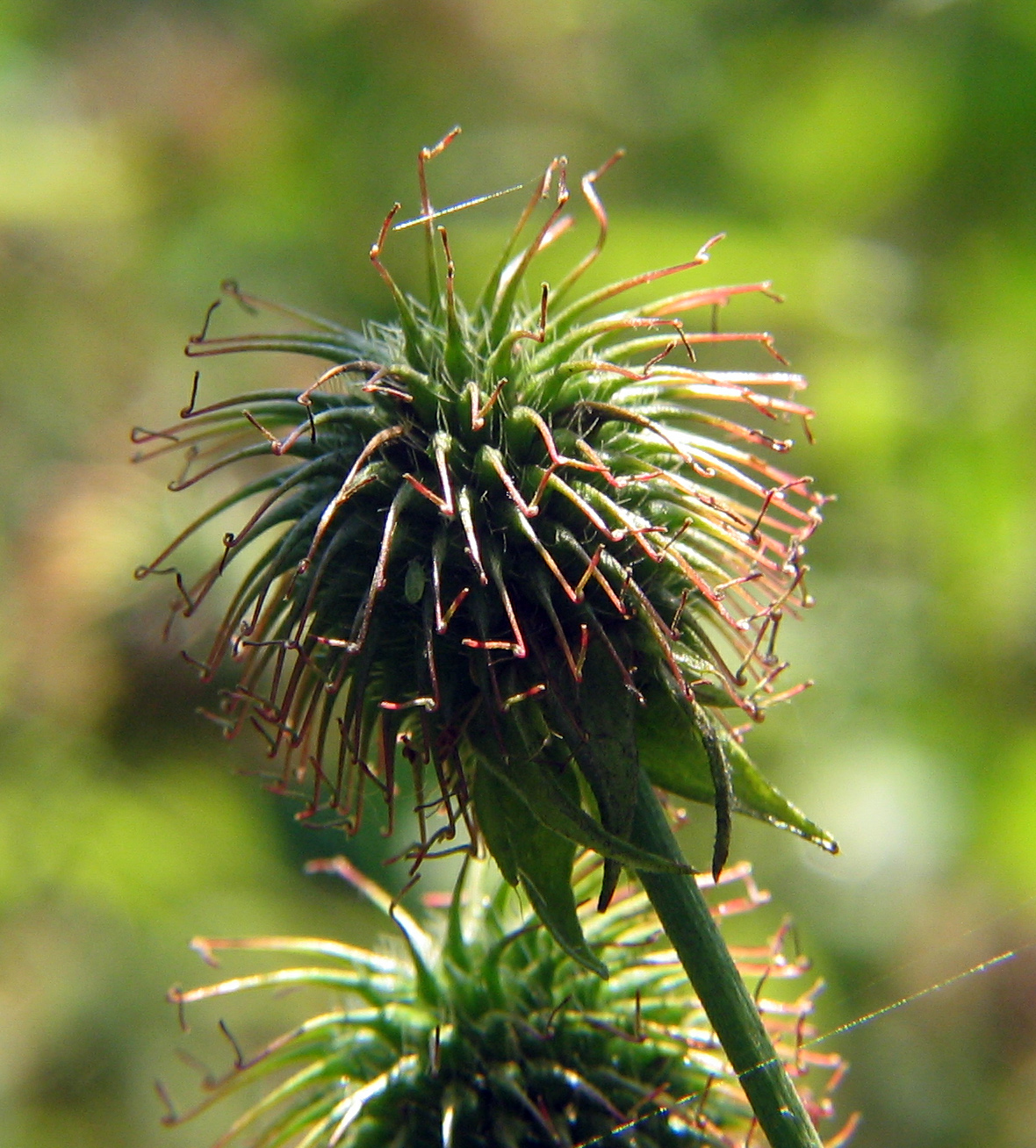
Fruit immadur de Geum urbanum

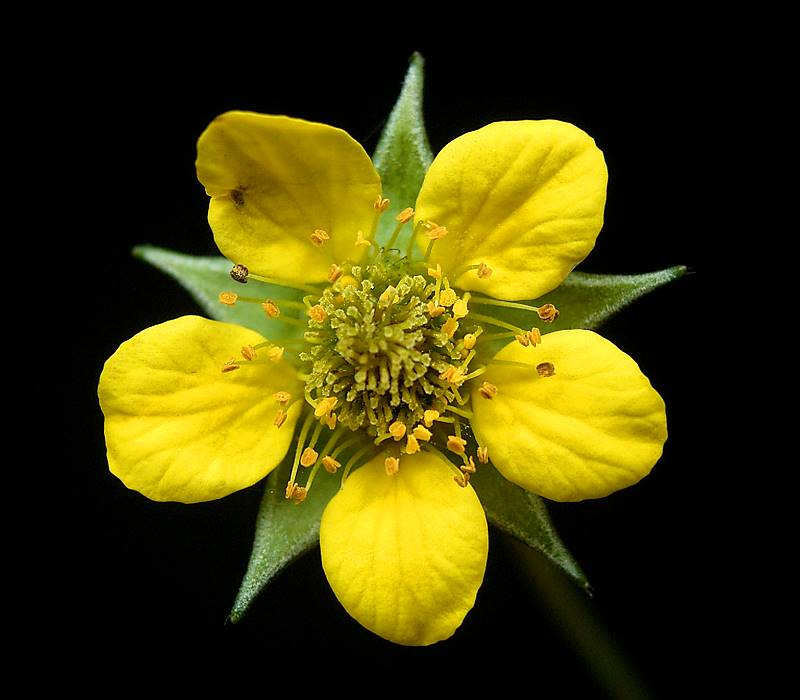
Flor de Sant Benet

Planta de port herbaci, pilosa però no sedosa, d'uns 20-60cm. Té les fulles basals amb 5-7 folíols molt desiguals i lobato–dentats, el terminal més gran que els altres i profundament lobat. Les fulles caulinars són més o menys tant llargues com amples, amb estípules d'1 a 3 cm. La tija ordinàriament ramificada i amb flors més o menys nombroses.
Com és característic del gènere Geum (i d'alguns altres gèneres de rosàcies), les flors presenten un calicle envoltant el calze. Després de la florida hi trobem els sèpals reflexos (o sigui, els sèpals s'obren per dirigir-se enfora i avall). L'estil és glabre o bé poc pilós, articulat a la part superior, amb la part inferior persistent i acabada en ganxo i l'apical caduca abans de la maturitat. Respecte a les flors, són erectes o inclinades, els pètals patents de color groc i d'uns 5-9mm. La fructificació, sèssil, és formada per núcules piloses d'uns 4-5mm.
Forma vital de Raunkjaer és la d'hemicriptòfit; planta herbàcia, amb les gemmes persistents situades arran de terra.

## Ecologia i hàbitat
La planta creix, normalment en boscos caducifolis humits (Querco-Fagetea), però també és molt habitual en zones ruderals (cunetes de carreteres i camins, pastures, etc.). Al nostre àmbit, es troba a l'estatge montà i contrades mediterrànies plujoses, del nivell del mar als 1.650 msnm, i excepcionalment fins als 1.900. Té distribució euro-siberiana (medioeuropea).

## Usos
A l'època medieval s'anomenava «l'herba beneïda», ja que es creia que tenia el poder de protegir d'esperits malignes i bèsties verinoses. L'arrel d'aquesta planta es duia com a amulet. La part utilitzada com a droga es troba a les parts soterrades de la planta, per tant la part utilitzada és l'arrel i el rizoma.

### Acció farmacològica
Tradicionalment s'usa com antidiarreic, hemostàtic local, aperitiu i antipirètic. Tot i això, encara que aquestes accions no han sigut demostrades experimentalment, l'alt contingut en tanins fa possible que la droga presenti propietats astringents.

### Indicacions
Popularment s'utilitza per via interna, en gastroenteritis i anorèxia. En ús tòpic per al tractament de ferides i úlceracions dèrmiques i bucals, paradontopaties, dermatitis, eritemes i hemorroides.

### Posologia
Es fan preparats de la droga per decocció o normalment es pren mitjançant infusions.